# Losang Tenbey Drönmey
Losang Tenbey Drönmey (1724 - 1757) was de tweede Mongoolse Jabzandamba en Bogd Gegen van Mongolië. Hij zou ook de laatste jabzandamba zijn van Mongoolse afkomst. Al zijn opvolgers hierna waren afkomstig uit Tibet.
Losang Tenbey Drönmey werd net zoals de eerste janzandamba, Zanabazar, geboren in een adellijke familie van de Khalkha-Mongolen.  Zijn vader Darkhan Chingwang werd opgevoed in Peking en trouwde tweemaal met een Chinese prinses. Losang Denbey werd echter geboren uit een relatie met zijn Mongoolse vrouw. Ook na zijn erkenning als reïncarnatie van Zanabazar verbleef hij het grootste deel van zijn jeugd in Dolon Nor in de huidige Chinese provincie Binnen-Mongolië. Maar al gedurende deze periode bereikten de inkomsten van zijn landgoederen in Urga (Ulaanbaatar), zo een grote omvang dat de Chinese keizer Qianlong hiervoor een schatkistbewaarder met een omvangrijke staf aanstelde en er op aandrong dat Losang Tenbey zich meer op gebed en religieuze studie richtte.
Omstreeks 1744 vestigde Losang Tenbey zich in Urga. Twaalf jaar later, in 1756, kwamen enkele Mongoolse prinsen in opstand tegen de Chinese overheersing. Dat verzet werd snel gebroken. Losang Tenbey slaagde er daarbij in om zelf buiten het conflict te blijven, maar werd wel gedwongen toeschouwer te zijn bij de executie van zijn jongere broer.
Qianlong besloot hierna ieder risico van een alliantie tussen mogelijk toekomstig Mongools verzet en een wellicht charismatische autochtoon Mongoolse jebtsundamba uit te sluiten en beval dat toekomstige reïncarnaties voortaan alleen nog in Tibet gevonden zouden worden. De volgende zes jebtsundamba's waren dan ook allen Tibetanen.
In 1757 heerste er in Urga een pokkenepidemie. Hoewel Losang Tenbey in de mythische overlevering de gedaante aan van een toornige godheid kent die de ziekte uitroeit, overleed hij dat jaar echter wel zelf aan de pokken.